# John Paul Dembe
John Paul Dembe né le 3 juillet 2005 en Ouganda, est un footballeur ougandais qui évolue au poste d'avant-centre au BK Häcken.

## Biographie

### En club
Né en Ouganda, John Paul Dembe est formé dans son pays natal par le KCCA FC. Il rejoint la Suède et le BK Häcken le 16 juillet 2023, étant dans un premier temps prêté jusqu'à la fin de l'année.
Après avoir surtout joué avec l'équipe des moins de 19 ans du club suédois, Dembe signe définitivement avec le BK Häcken le 15 décembre 2023,.
Dembe fait sa première apparition dans l'Allsvenskan, l'élite du football suédois, le 3 novembre 2024, lors de l'avant-dernière journée de la saison 2024, contre le GAIS. Il entre en jeu à la place de Srđan Hrstić et son équipe est battue par deux buts à un.
Il joue la finale de la Coupe de Suède le 29 mai 2025 où son équipe affronte le Malmö FF. Häcken s'impose après une séance de tirs au but et il remporte ainsi son premier trophée.

### En sélection
John Paul Dembe représente l'équipe d'Ouganda des moins de 20 ans. Avec cette sélection il est retenu pour participer à la Coupe d'Afrique des Nations des moins de 20 ans en 2023. Lors de ce tournoi organisé en Égypte il joue trois matchs, les trois en tant que titulaire, et marque un but. Les jeunes ougandais se hissent jusqu'en quarts de finale, où ils sont vaincus par le Nigeria (0-1 score final).

## Palmarès
BK Häcken
- Coupe de Suède :
  - Vainqueur : 2024-2025.